# Новосёлки (Докторовичский сельсовет)
Новосёлки (бел. Навасёлкі) — деревня в Копыльском районе Минской области Беларуси. В составе Докторовичского сельсовета.

## География
Ближайшие населённые пункты Аткуловичи, Горностайлово, Новые Докторовичи, Ужа и др.

### Гидрография
Недалеко протекает река Морочь.

## История
До 5 марта 1939 года деревня входила в состав Грозовского сельсовета, до 16 июля 1954 года — в состав Горностайловского сельсовета, до 24 мая 1960 года — в состав Грозовского сельсовета.

## Население

### Численность
- 2009 год — 11 жителей

### Динамика
- 1999 год — 28 жителей (перепись населения)
- 2009 год — 11 жителей (перепись населения)[4]